# Suzanne Klee
Pour les articles homonymes, voir Klee.
Suzanne Klee (née le 13 novembre 1945 à Zurich) est une chanteuse suisse.

## Biographie
Avec la chanson Wenn du nicht weisst, wohin, elle participe au concours de sélection de l'Allemagne pour le Concours Eurovision de la chanson 1980.
Suzanne Klee vit à Los Angeles jusqu'à ce qu'elle s'installe finalement en Suisse vers 2000.
En plus de la musique, Klee peint, essentiellement des chats.

## Discographie
Albums
- 1978 : Sayin’ I Love You
- 1979 : It Was Time
- 1980 : Collection
- 1980 : Suzanne Klee
- 1981 : Old Flames
- 1983 : Christmas
- 1984 : Real Country
- 1986 : The Greatest Country Love Songs
- 1987 : Made in America
- 1989 : 21 Country Greats
- 1990 : California Blue
- 1991 : In Love With Country
- 1992 : My Way or the Highway
- 1994 : Love Songs
- 1995 : I’m a Woman
- 1996 : Sweet Nothin’s
- 1996 : My Early Collection
- 2000 : Cazzz + Traxxx
- 2008 : Simply My Best

Singles
- 1967 : Mr. Zero / Punch and Judy Girl
- 1974 : So wie heut war’s noch nie / Wenn die Liebe will
- 1976 : Sie hiess Lisa (reprise de I’m Not Lisa de Jessi Colter) / Delta Dawn
- 1977 : We Make a Beautiful Pair (de la comédie musicale Shenandoah) / Delta Dawn
- 1977 : Wir sind ein herrliches Paar (de Shenandoah) / 10'000 Meilen (Helmut Zacharias/g. Loose)
- 1977 : Let Me Be the One / Bayou Bartholomew
- 1978 : I’ll Never Get Over You (Mitch Johnson) / Beyond Love (Barry Mann / Harry Shannon)
- 1979 : Mother Country Music (Joe Nixon) / For No Reason At All (par et avec Barry Mann)
- 1979 : Sometimes You Don’t Know It’s Love / I Tried Not Falling in Love With You
- 1980 : Wenn Du nicht weisst, wohin
- 1980 : Morgen ist heute schon gestern / Mother Country Music
- 1980 : Leavin’ You Is Easier (Chris Thompson) / Mauern aus Glas (Michael Kunze)
- 1981 : Ich bin dein Engel bis zum Morgen (Kunze) (reprise de Angel Of The Morning) / Ich hab immer gedacht...
- 1981 : Wasn’t That Love / Unimportant Love Affair
- 1982 : Would You Lay With Me (In A Field Of Stone) / Old Flames
- 1982 : Small Two-Bedroom Starter / Louisiana
- 1984 : What Are You Waitin’ For / Battle of New Orleans
- 1988 : A Little Bit of Heaven / You Didn’t Have to Love Me